# Вера (Мату-Гросу)
Вера (порт. Vera) — муниципалитет в Бразилии, входит в штат Мату-Гросу. Составная часть мезорегиона Север штата Мату-Гроссу. Входит в экономико-статистический микрорегион Синоп. Население составляет 11 499 человек на 2006 год. Занимает площадь 2950,868 км². Плотность населения — 3,9 чел./км².
Праздник города — 13 мая. 

## История
Город основан 13 мая 1986 года. 

## Статистика
- Валовой внутренний продукт на 2003 год составляет 84 212 923,00 реалов (данные: Бразильский институт географии и статистики).
- Валовой внутренний продукт на душу населения на 2003 год составляет 8114,56 реалов (данные: Бразильский институт географии и статистики).
- Индекс развития человеческого потенциала на 2000 год составляет 0,772 (данные: Программа развития ООН).